# Mazda 757
Chronologie des modèles
Mazda 737C Mazda 767
La Mazda 757, homologuée suivant la réglementation GTP de l'International Motor Sports Association (IMSA), a participé au Championnat du monde des voitures de sport ainsi qu'au Championnat du Japon de sport-prototypes. Elle a remplacé la Mazda 737C, homologuée suivant la réglementation Group C2 et a été la première voiture entièrement construite par Mazdaspeed et conçu par l'ingénieur britannique Nigel Stroud. Quatre exemplaires ont été construits.